# Вавилон 5
Вижте пояснителната страница за други значения на Вавилон.
„Вавилон 5“ (на английски: Babylon 5) е американска научнофантастична сага, създадена от сценариста Джоузеф Майкъл Стразински.
Пилотният филм „Срещата“ (на английски: „The Gathering“) се излъчва на 22 февруари 1993 г., а сериалът стартира за пръв път в САЩ на 26 януари 1994 г. Продукцията е носител на две награди „Хюго“ за най-добро драматично представяне и две награди „Еми“ за грим и визуални ефекти. „Вавилон 5“ се излъчва успешно в продължение на пет години, а след края на шоуто са създадени няколко телевизионни филма. Вторият проект на Стразински за телевизионен сериал от вселената на „Вавилон 5“ стартира през 1999 г. под името „Кръстоносен поход“ („Crusade“).

## Описание на станцията
Вавилон 5 е самотна космическа станция, разположена на неутрална територия в орбита около планетата Епсилон 3. Станцията е построена с идеята да бъде мост между различните извънземни цивилизации в Галактиката и място, където разногласията да бъдат решавани по мирен път.
Проектът „Вавилон“ е създаден след края на войната между Земята и расата Минбари. Неговата цел е да предотврати нова война като създаде космическа станция, където всеки познат извънземен вид да има свой представител. Станциите Вавилон 1, 2 и 3 са саботирани и разрушени, а Вавилон 4 изчезва безследно веднага след като е построена. Освен колоритните дипломати, на Вавилон 5 живеят още четвърт милион хора и извънземни. Станцията е любимо място на търговци, предприемачи, измамници и странстващи пътешественици. По думите на Дж. Майкъл Стразински, тя напомня на „Казабланка в Космоса“.
Вавилон 5 има форма на неправилен цилиндър и е дълга 8 км. Станцията се захранва от атомен реактор и осигурява на обитателите си илюзия за съществуваща гравитация, като я симулира чрез въртене около централната ос с 96 км в час. Общото тегло на съоръжението е два милиона и петстотин хиляди тона. Станцията има налична система за рециклиране на водата и въздуха, подпомагана от т.нар. хидропонни ферми, представляващи обширни изкуствени парници.
Вавилон 5 е разделен на няколко сектора с различна цел и предназначение. Станцията се управлява от командващ офицер, който играе ролята и на посланик на Земния съюз. Службата по сигурността изпълнява функциите на полиция и охрана на космическия град, а правните казуси се разрешават от омбудсман.

## Продукция

### Сценаристи
Дж. Майкъл Стразински е автор на 92 от 110-те епизода на „Вавилон 5“. Останалите 18 епизода са поверени на екип от сценаристи, сред които са Лорънс Ди Тилио, Катрин М. Дренан, Питър Дейвид, Ди Си Фонтана, Нийл Геймън, Дейвид Джералд и Харлан Елисън. Техните сценарии са събрани в книгите от поредицата „Вавилон 5: Други гласове“ (на английски: Babylon 5: Other Voices“). Дж. Майкъл Стразински планира сериала като пет годишна история с развиваща и обогатяваща се сюжетна линия. В началото на четвъртия сезон той разбира, че съществува възможност продукцията да бъде спряна и петият сезон да не бъде заснет. Стразински модифицира сценария, като го прави подходящ и за двете възможни ситуации. Финалният епизод „Да спиш на светлина“ (на английски: „Sleeping in Light“) е заснет в края на четвъртия сезон, но когато става ясно, че шоуто няма да бъде прекъснато, той е заменен с епизода „Деконструкция на падащи звезди“ (на английски: Deconstruction of Falling Stars).

### Визуални ефекти
Визуалните ефекти на Вавилон 5 са създадени чрез технологията „компютърно-генериран образ“ (на английски CGI). При нея не се използват модели и макети, а обектите се създават изцяло чрез компютърна анимация. Екстериорните сцени са детайлно изработени със системи, базирани на процесорите Пентиум и ДЕК Алфа. Съобразявайки се с навлизащите нови стандарти в телевизията като „телевизия с високо качество на образа“ (на английски HDTV), създателите на сериала решават да го заснемат във формат 16:9, а за телевизионните излъчвания той е заменен с 4:3. Студиото „Фаундейшън Имиджинг“ създава визуалните ефекти на пилотния филм „Срещата“, заради които той печели награда Еми през 1993 г. Компанията изработва и ефектите за първите три сезона на сериала, след което подписва договор с Парамаунт Пикчърс. Голяма част от служителите на „Фаундейшън Имиджинг“ напускат работа, за да се присъединят към студиото на продуцента на „Вавилон 5“, Дъглас Нетър, наречено „Нетър Диджитал“, което създава визуалните ефекти за четвъртия и петия сезон.

### Актьорски смени
За периода от 1993 до 1998 г., когато се снима „Вавилон 5“, са извършени редица промени в актьорския състав. По план сериалът трябва да стартира веднага след пилотния филм „Срещата“, но на практика минава почти година до излъчването на първия епизод „Полунощ на огневата линия“ (на английски: „Midnight on the Firing Line“). Това създава проблеми с договорите на актьорите Джони Сека (в ролята на Бенджамин Кайл), Тамлин Томита (в ролята на Лоурел Такашима) и Патриша Толман (в ролята на Лита Александър), които са заменени съответно от Ричард Бигс, Клаудия Крисчън и Андреа Томпсън.
В началото на втория сезон Майкъл О' Хеър напуска продукцията по взаимно съгласие с Дж. Майкъл Стразински, който обяснява решението си като важна част от развитието на сюжетната линия и на героя Джефри Синклер, без да разкрива повече подробности. О'Хеър се появява отново в един епизод от втория сезон и в двойния епизод от третия сезон, наречен „Война без край“ (на английски: „War Without End“), където е разкрит оригиналния план на Стразински за съдбата на Синклер.
Първоначалният избор за дипломатическо аташе на посланик Джи Кар е актрисата Мери Уоронов, но за нея се оказва непосилно да се справи с тежкия грим и дългата подготовка по превръщането си в Нарн. Тя се отказва от ролята и напуска още след първата си поява в третия епизод на продукцията, след което е заменена от Джули Кейтлин Браун. Тя играе своенравната героиня На Тот в девет епизода от първия сезон и напуска сериала заради по-добро предложение за работа. През втората снимачна година ролята е поверена на актрисата Мери Кей Адамс.
Андреа Томпсън играе ролята на телепата Талия Уинтърс до края на втория сезон на „Вавилон 5“, след което се отказва от работата си по сериала. Това позволява на Дж. Майкъл Стразински отново да включи в сюжета героинята Лита Александър, изиграна от актрисата Патриша Толман. По думите на Стразински завръщането на Лита „отваря много прекрасни възможности за развитие на историята“.
След края на четвъртия сезон Клаудия Крисчън не подновява договора си, тъй като иска по-висок хонорар от обичайния за актьорите, участващи във „Вавилон 5“. Стразински изменя сценария за сезон 5, в който Сюзан Иванова трябва да стане командващ офицер на станцията и заменя героинята с един напълно нов персонаж – капитан Елизабет Локли. За нейната роля е избрана актрисата Трейси Скогинс.

### Музика
Композитор на музиката на „Вавилон 5“ е Кристофър Франк от немската група „Танджерин Дрийм“. Той създава оригинална музика за всеки отделен епизод от сериала, както и различна въвеждаща тема за всеки от петте сезона. Издава осем албума със свои произведения, написани за „Вавилон 5“.
- Дискография на Кристофър Франк, посветена на „Вавилон 5“:
  - „Вавилон 5“ – 1995 г.
  - „Вавилон 5 Част 2: Съобщения от Земята“ – 1997 г.
  - „Вавилон 5: В началото“ – 1997 г.
  - „Вавилон 5: Трето пространство“ – 1997 г.
  - „Вавилон 5: Реката на душите“ – 1997 г.
  - „Вавилон 5: Епизодична музика – 24 CD-та x 30 минути за CD“ 1997 – 2000 г.
  - „Най-доброто от Вавилон 5“ – 2001 г.
  - „Вавилон 5: Изгубените истории“ – 2007 г.

### Науката във Вавилон 5
Идеята на Дж. Майкъл Стразински е Вавилон 5 да бъде максимално реалистичен от научна гледна точка и да не прави компромиси с физичните закони. Той се консултира със специалисти в областта на физиката, които изготвят достоверни компютърни симулации, за да се уверят, че движението на обектите в екстериорните сцени е отразено правилно при създаването на визуалните ефекти. Хангарите за изтребителите например са разположени по протежение на корпуса на станцията, а не в ядрото ѝ (където са доковете за останалите кораби) като по този начин бойните кораби пестят гориво при излитането си.
Интересен научен факт, използван от Стразински при проектирането на станцията е симулиране на гравитация чрез въртене на цилиндричен или сферичен обект в открития Космос. Постоянната скорост от 96 км/час, съобразена с огромните размери на съоръжението, осигурява илюзия за гравитация, но създава и градиент, като стойностите на ускорението варират от 0 (ядрото на станцията) до 0,7 (корпуса) от стойността на земното. Тази особеност е илюстрирана най-добре в последния епизод от втория сезон, наречен „Падането на нощта“. В него капитан Джон Шеридан скача от транспортен вагон, намиращ се в ядрото на Вавилон 5, точно над хидропонните ферми, и започва да пада съвсем бавно към корпуса. С приближаването към твърдата повърхност под него, Шеридан започва да пада все по-бързо, но благодарение на посланик Кош, той е спасен.

## Награди и номинации
- Списък с наградите, спечелени от Вавилон 5 в периода 1993 – 1999 г.:[41][6]

| Награда                                          | Година | Категория |
| ------------------------------------------------ | ------ | --- |
| Награди Еми                                      | 1993   | Визуални ефекти (за пилотния филм „Срещата“)                                                                                               |
| Награди на „Фондация:Космически граници“         | 1994   | Най-добра визия за бъдещето |
| Награди Еми                                      | 1994   | Грим (за епизода „Парламентът на мечтите“)                                                                                                 |
| Награди Хюго                                     | 1996   | Най-добро драматично представяне (за епизода „Идването на Сенките“)                                                                        |
| Награди на списание „Вселена: Научна фантастика“ | 1996   | Най-добър сериал, най-добър актьор (Брус Бокслайтнър), най-добра актриса (Мира Фърлан) и най-добър поддържащ актьор (Питър Джурасик)       |
| Награди на списание „SFX“                        | 1997   | Най-добър сериал, най-добър индивидуален епизод („За Ха Дум“), най-добър актьор (Андреас Кацулас), цялостен принос (Дж. Майкъл Стразински) |
| Награди Хюго                                     | 1997   | Най-добро драматично представяне (за епизода „Разкъсани мечти“)                                                                            |
| Награди на „Американската Кино Фондация“         | 1997   | Драматичен сериал (за епизода „Преминаване през Гетсеман“)                                                                                 |
| Награди Сатурн                                   | 1999   | Най-добър сериал, излъчван по кабелна телевизия                                                                                            |
| Награди Бредбъри                                 | 1999   | Най-добър писател (Дж. Майкъл Стразински)                                                                                                  |

- Списък с номинациите за награди на Вавилон 5 в периода 1995 – 1999 г.:

| Номинация                              | Година | Категория                                                                                      |
| -------------------------------------- | ------ | ---------------------------------------------------------------------------------------------- |
| Награди Еми                            | 1995   | Грим (за епизода „Актове на саможертва“)                                                       |
| Награди Еми                            | 1995   | Прически (за епизода „Геометрията на Сенките“)                                                 |
| Награди Еми                            | 1995   | Кинематография (за епизода „Геометрията на Сенките“)                                           |
| Награди Еми                            | 1996   | Кинематография (за епизода „Инквизиторът идва“)                                                |
| Награди Еми                            | 1997   | Грим (за епизода „Призоваването“)                                                              |
| Награди на „Общество за кино и музика“ | 1997   | Най-добра обработка на звука (за епизода „Разкъсани мечти“)                                    |
| Награди Сатурн                         | 1997   | Най-добра актриса в жанра (за Клаудия Крисчън), най-добър сериал в жанра                       |
| Награди Сатурн                         | 1998   | Най-добър сериал в жанра, излъчван по кабелна телевизия                                        |
| Награди Сатурн                         | 1999   | Най-добър актьор в жанра (за Брус Бокслайтнър), най-добра актриса в жанра (за Клаудия Крисчън) |
| Награди Хюго                           | 1999   | Най-добро драматично представяне (за епизода „Да спиш на светлина“)                            |

## Актьорски състав
| Основен състав - Майкъл О' Хеър в ролята на Джефри Синклер - Брус Бокслайтнър в ролята на Джон Шеридан - Клаудия Крисчън в ролята на Сюзан Иванова - Джери Дойл в ролята на Майкъл Гарибалди - Ричард Бигс в ролята на Стивън Франклин - Мира Фърлан в ролята на Делен - Бил Муми в ролята на Лениер - Андреа Томпсън в ролята на Талия Уинтърс - Патриша Толман в ролята на Лита Александър - Питър Джурасик в ролята на Лондо Молари - Стивън Фърст в ролята на Вир Кото - Андреас Кацулас в ролята на Джи Кар - Джейсън Картър в ролята на Маркъс Коул - Джули Кейтлин Браун в ролята на На'Тот (Сезон 1) - Мери Кей Адамс в ролята на На'Тот (Сезон 2) - Джеф Конауей в ролята на Зак Алън - Трейси Скогинс в ролята на Елизабет Локли | Важни гостуващи актьори - Уейн Александър в ролята на Лориен/Себастиян (12 епизода) - Ардуайт Чембърлейн (глас) в ролята на Кош (23 епизода) - Тим Чоут в ролята на Затрас (4 епизода) - Джошуа Кокс в ролята на Дейвид Коруин (34 епизода) - Робин Аткин Даунс в ролята на Байрън (9 епизода) - Уилям Форуърд в ролята на Лорд Антоно Рифа (6 епизода) - Мелиса Гилбърт в ролята на Анна Шеридан (2 епизода) - Уолтър Кениг в ролята на Алфред Бестър (12 епизода) - Уортам Кримър в ролята на Император Картажиа (5 епизода) - Деймиън Лондон в ролята на Регент Вирини (9 епизода) - Марджъри Монахан в ролята на Номер Едно (7 епизода) - Джулия Никсън-Соул в ролята на Катрин Сакай (3 епизода) - Маршал Тийг в ролята на Та Лон (6 епизода) - Луи Тюрен в ролята на Отец Тео/Драал (5 епизода) - Джон Вайкъри в ролята на Неруун/Гн. Уелс (6 епизода) - Ед Уесър в ролята на Мордън (13 епизода) - Ефрем Зимбалист младши в ролята на Уилям Едгарс (4 епизода) |

## Извънземни цивилизации
В началото на сериала са представени пет доминиращи цивилизации, които имат свои представители на Вавилон 5. Това са Земният съюз, Минбари, Нарн, Сентари и мистериозните Ворлони. Расата на Сенките е представена по-късно в сезон 2 като древен и опасен враг на мира в Галактиката. Ворлоните и Сенките принадлежат към „Първите“ – най-старите извънземни цивилизации, съществуващи от милиони години. „Лигата на Не-присъединените планети“ се състои от расите Бракири, Дрази, Пак'Ма'Ра, Хаяк, Гейм, Маркаб, Врии и други. Всеки един от извънземните видове има посланик на станцията, а някои от тях и хиляди постоянни жители на Вавилон 5.

## Сюжет

### Сезон 1: „Знаци и знамения“ – 2258 г.
Още с откриването на Вавилон 5 Джефри Синклер е избран за командир на станцията по изрично настояване на федерация Минбари. Една от основните сюжетни линии в първия сезон се върти около липсващите двадесет и четири часа от паметта на Синклер по време на последната и най-голяма битка с Минбарите, когато те нападат Земята, но мистериозно капитулират и отстъпват. Оказва се, че командирът е бил отвлечен на борда на един от техните бойни кръстосвачи, след което спомените му за инцидента са били изтрити. Посланик Делен, която е и член на управляващото тяло на Минбарите, наречено „Сивия Съвет“, е близка приятелка на Синклер, но нейната истинска мисия е да го наблюдава. В края на 2258 г. тя решава да активира машина, използваща устройство на име „Трилюминари“ и се превръща в какавида.
Представен е Психо-корпуса – зловеща организация на Земния съюз, която контролира живота на всички регистрирани телепати, а след втория сезон се превръща в опасен съюзник на режима на президента Кларк. Неин виден представител е Алфред Бестър – Психо-полицай и изключително силен телепат, занимаващ се с издирването хора с телепатични способности, които са избягали от Корпуса или не желаят да се присъединят към него. Името на героя е вдъхновено от американския писател фантаст Алфред Бестър.
Друга важна сюжетна линия е появата на загадъчния господин Мордън, за когото по-късно в сериала се разбира, че е слуга на Сенките. Той посещава всеки един от посланиците на Вавилон 5 и им задава един и същи странен въпрос – „Какво искате?“. Лондо Молари дава отговор, който удовлетворява Мордън и той му предлага услугите си.
Напрежението между Нарните и Сентарите постепенно ескалира. Нарните завладяват територии на република Сентари, която е далеч от някогашните си сила и влияние. Благодарение на огромното технологично превъзходство на Сенките, бившата империя успява да възвърне изгубените си позиции. В края на 2258 г. военният пост на Нарн в Квадрант 37 е унищожен от Сенките по молба на Молари.
Изненадващо за всички космическата станция Вавилон 4, която е изчезнала безследно преди четири години се появява отново. Синклер и Гарибалди организират спасителна операция на екипажа, за който четирите години са изминали само като няколко часа. Когато пристигат там непознато извънземно същество, наречено Затрас им казва, че станцията е нужна като база за операции в голяма война. Веднага след евакуацията на екипажа Вавилон 4 отново изчезва.
От пристигането му през 2257 г., посланикът на Ворлоните – Кош не е пожелал да разговаря с никого и почти не посещава сесиите на Съвета на Вавилон 5. Същността на Ворлоните и техният външен вид са една от основните загадки на сериала.
В последния епизод на първия сезон е извършено покушение срещу президента на Земния съюз – Луис Сантиаго, чийто кораб експлодира в орбита около луната Йо. Властта поема вицепрезидентът Уилям Кларк.

### Сезон 2: „Идването на Сенките“ – 2259 г.
В началото на 2259 г. командването на Вавилон 5 се поема от капитан Джон Шеридан, а командир Синклер е назначен като земен посланик на планетата Минбар. Разкрита е истинската причина за капитулацията на Минбарите в края на войната. Когато Синклер е пленен на борда на техния кръстосвач, те откриват нещо неочаквано – командирът носи преродена душа на Минбари. Същият факт е потвърден и за други пленници, което кара Минбарите да прекратят войната. Назначението на Синклер като посланик всъщност е прикритие за истинската му дейност като лидер на тайна организация от хора и Минбари, наречена Анла'Шок / Рейнджъри, чиято цел е да се бори със Сенките.
Капитан Джон Шеридан е ветеран от войната и единственият военен, постигнал победа срещу Минбарски боен кръстосвач, което му печели омразата на Минбарите и прозвището „Звездния убиец“. Въпреки това Шеридан се сближава с посланик Делен, която в началото на сезона излиза от своята какавида под формата на хибрид между Минбари и човек. Съпругата на капитана Анна Шеридан е загинала при екплозията на изследователския космически кораб „Икар“ по пътя му към древен свят, наречен За Ха Дум, за който става ясно, че е дом на Сенките. При случайна проверка на екипажа на „Икар“, Гарибалди установява, че има един оцелял от експлозията – тайнствения господин Мордън. Шеридан арестува Мордън, но по съвет на Делен и посланика на Ворлоните Кош той с неохота го освобождава. Посланиците разкриват на Шеридан, че древната и опасна раса на Сенките се е появила отново след хиляда години в хибернация. Тяхната цел не е ясна, но нито една от познатите извънземни цивилизации не е в безопасност. Става ясно, че Ворлоните и Сенките са едни от „Първите“ – най-древните интелигентни същества в Галактиката.
Режимът на новия президент Кларк бавно се превръща в диктатура и авторитарно управление. Появяват се солидни доказателства, че бившият вицепрезидент стои зад убийството на президента Сантиаго. Създадена е организацията „Нощна Стража“, която се състои от информатори, лоялни на администрацията на Кларк.
В края на 2259 г. Земният съюз подписва договор за ненападение със Сентарите.
Императорът на Сентарите, Туран, умира изненадващо от инфаркт на борда на Вавилон 5. Възползвайки се от възникналата политическа криза, посланик Молари иска от сътрудниците на г-н Мордън да унищожат базата на Нарн в Квадрант 14, с което той да затвърди позициите си в кралския двор. С помощта на Сентарийския благородник Лорд Рифа е убит министър-председателя на републиката Малакай'. Молари и Рифа постигат целта си, като слагат на трона разглезения племенник на Туран – Картажиа.
Участието на Сентарите в унищожението на Квадрант 14 става ясно на Нарните и те официално обявяват война. След дълги сражения и неравна борба между Нарните и обединените сили на Сентарите и Сенките, планетата Нарн е завладяна. Джи Кар получава политическо убежище от капитан Шеридан, който е против експанзията на Сентарите. Заради тази негова позиция в края на сезона те се опитват да го убият, като взривяват транспортен вагон в ядрото на космическата станция. Шеридан е спасен от Кош, който за пръв път напуска скафандъра си и разкрива истинската си форма – същество от чиста енергия, приело формата на Ангел.

### Сезон 3: „Няма връщане назад“ – 2260 г.
В началото на 2260 г. рейнджърът Маркъс Коул се присъединява към така наречената „Армия на светлината“, сформирана сред висшите командни офицери на Вавилон 5, посланик Делен, д-р Франклин, посланик Кош и Драал. Представен е корабът наречен „Бялата Звезда“, използващ напреднали технологии както на Минбарите, така и на Ворлоните. В търсенето на съюзници Шеридан и сподвижниците му започват да търсят представители на Първите, които все още не са напуснали Галактиката. „Великата машина“ на Епсилон 3 им помага да локализират тайнствена раса, наречена „Скитниците от Сигма 957“. Обезпокоен от действията на Сенките, Лондо Молари решава да прекъсне отношенията си с г-н Мордън, който насочва вниманието си към друг влиятелен Сентарийски благородник – Лорд Рифа.
Междувременно се появяват сведения, че космически кораб на Сенките е бил изровен от археологическа експедиция на Марс, но доказателствата са покрити от президента Кларк и Психо-Корпуса, чийто план е да разгадаят напредналата органична технология. Става ясно, че Сенките са заровили свои кораби на стотици светове след последната война от преди хиляда години. Иванова открива неоспоримо доказателство, че Кларк е използвал помощта на Мордън, за да инсценира инцидента с кораба на президента Сантиаго. Диктатурата на Кларк става все по-сурова, достигайки и до Вавилон 5. След неуспешен бунт на организацията Нощна Стража срещу командването на станцията, Шеридан обявява независимост от Земния съюз. Тъй като Сивия Съвет не желае да се замесва в конфликт, който не ги засяга, Делен е принудена да го разпусне, като представителите на Религиозната и Работническата каста застават зад нея и изпращат бойни кръстосвачи да охраняват Вавилон 5.
Яростта и омразата на бившия посланик Джи Кар към Сентарите ескалира до такава степен, че той използва забранен наркотик, който отключва телепатичните функции и напада Лондо Молари в квартирата му. Джи Кар разбира за участието на Молари в заробването на родната му планета и е готов да го убие, но посланик Кош се явява по телепатичен път пред него като Ангел. Този инцидент променя Джи Кар, който започва да пише знаменитата „Книга на Джи Кар“, която в Сезон 5 ще се превърне в най-святата религиозна книга на Нарните. Промяната у бившия посланик е забелязана от всички на станцията, което води до присъединяването към новосформирания съюз в борбата със Сенките. Става ясно, че липсата на Нарни телепати се дължи на факта, че Сенките са ги избили през последната война, защото корабите им използват модифицирани хора и извънземни вместо централен процесор и това ги прави уязвими на телепатично влияние. В резултат на това откритие Вавилон 5 започва да набира телепати за борбата с превъзхождащия ги враг.
Лондо успява да накара Лорд Рифа да се откаже от сътрудничеството си с Мордън, като го заплашва, че ще го отрови. Мордън не е доволен от създалата се ситуация и урежда убийството на любовницата на Лондо, като се постарава уликите да сочат към Рифа. Заслепен от желанието си за отмъщение, Молари отново се сближава със Сенките и вкарва Лорд Рифа в смъртоносен капан на планетата Нарн.
Паралелно с тези събития капитан Шеридан влиза в конфронтация с посланик Кош, заради нежеланието на Ворлоните да се включат активно в избухналата война. Кош се съгласява да изпрати Ворлонски кораби срещу Сенките. След края на битката Мордън, заедно с три Сенки нападат Кош в квартирата му и го убиват. Той е сменен от друг посланик на Ворлоните, наречен Улкеш. Неговото име не е споменато директно в сериала, а в една от книгите за Вавилон 5, наречена „To Dream In The City Of Sorrows“ / „Да сънуваш в града на тъгата“ от Катрин М. Дренан.
Огромен пространствено времеви проход се появява в близост до станцията, чийто източник е Великата Машина на Епсилон 3. Посланик Джефри Синклер и Делен получават мистериозно писмо, което е чакало затворено деветстотин години в сейф на Минбар. Там е написано, че заедно с капитан Шеридан те трябва да се върнат назад във времето и да откраднат станцията Вавилон 4, която изчезва безследно през 2256 г. и е била използвана като база на Минбарите и Ворлоните през последната война със Сенките. Джефри Синклер и извънземния сътрудник на Драал, наречен Затрас се връщат хиляда години назад във времето. С помощта на устройството „Трилюминари“ Синклер преминава същата трансформация като Делен, превръщайки се в най-великия духовен лидер на Минбарите – Вейлън.
Съюзът на Шеридан и Делен, в който вече участват всички познати извънземни цивилизации, напада армията на Сенките по пътя ѝ към следващата унищожителна атака срещу Младите раси. Използвайки телепати доброволци, те успяват да обезвредят корабите на Сенките и да ги накарат да отстъпят. Древните врагове се опитват да вербуват Шеридан на своя страна, като му изпращат смятаната за мъртва съпруга на капитана – Анна Шеридан.
Той се съгласява да отиде с нея на планетата на Сенките, наречена За Ха Дум. От повърхността той дава команда на „Бялата Звезда“, заредена с две ядрени бойни глави да се разбие в огромен кристален купол, помитайки столицата на За Ха Дум, но и самия него. Точно преди експлозията гласът на Кош казва на Шеридан да скочи дълбока пропаст и той се хвърля в неизвестното.

### Сезон 4: „Никаква капитулация, никакво отстъпление“ – 2261 г.
Екипажът на космическата станция не може да осъществи контакт с „Бялата Звезда“ и заключава, че капитан Шеридан е мъртъв. По време на експлозията в столицата на За Ха Дум Вавилон 5 е обграден от кораби на Сенките и един от тях отвлича изтребителя на Майкъл Гарибалди. Делен, Иванова и Лита решават да потърсят Шеридан на За Ха Дум, но отбранителната система на планетата едва не ги убива. Джи Кар напуска станцията и предприема опасна мисия в търсене на своя приятел Гарибалди, но е заловен от агенти на Сентарите и откаран на Сентари Прим. За огромна изненада на новия Съветник по Планетарната Сигурност Лондо Молари, Джи Кар му е поднесен от император Картажиа като подарък.
Молари не се чувства комфортно на новата си позиция и постепенно осъзнава, че младият император, издигнат на трона от самия него е луд. Лондо е потресен, когато разбира, че стотици кораби на Сенките са приютени от Картажиа на слабо обитаемия остров Салини на Сентари Прим. Молари предупреждава Картажиа, че корабите ще донесат само неприятности на родната им планета, но младият император е заслепен от обещанието на г-н Мордън и Сенките да му дадат божествени способности. Лондо стига до заключението, че единственият изход е убийството на Картажиа и моли Вир да му помогне в това начинание. Междувременно Джи Кар е жестоко измъчван за забавление на Сентарийските благородници, като се стига дотам, че едното му око е извадено. Тази гледка потриса дори и заклетия му враг Лондо, който му предлага свободата на планетата Нарн срещу помощта на Джи Кар в плана за убийството на императора. Джи Кар приема тази сделка и при поредното унизително мъчение разкъсва разхлабените си окови и напада пазачите си, повечето от които са предварително подкупени от Молари. В суматохата Вир Кото успява да инжектира неоткриваема отрова, чието действие имитира инфаркт, в гърдите на Картажиа. Лондо е избран за министър-председател, а временен регент става благородникът Вирини. Мечтата на Джи Кар се сбъдва и народът му най-накрая е свободен.
В дълбините на За Ха Дум Джон Шеридан е спасен от загадъчно извънземно същество на име Лориен, което разкрива на капитана, че е Първият – най-древното интелигентно създание в Галактиката, притежаващо вечен живот. Лориен разказва, че преди милиони години, когато Първите напускат Галактиката, две от расите остават за да напътстват младите цивилизации в тяхната еволюция. Това са Ворлоните и Сенките, които имат коренно противоположни идеологии. Според Ворлоните еволюцията се постига чрез строг ред и спазване на правилата, докато Сенките вярват, че младите раси могат да еволюират само чрез конфликти и войни помежду си. Основният въпрос, определящ същността и природата на Ворлоните е „Кой си ти?“, а при Сенките този въпрос е „Какво искаш?“. Лориен казва на Шеридан, че преди да умре Кош е отделил част от съзнанието си и я е скрил в тялото на капитана.
Майкъл Гарибалди е намерен в спасителна капсула на дванадесет светлинни години от Вавилон 5. Той няма спомени какво се е случило след отвличането му, но на всички прави впечатление, че поведението му е странно. Междувременно Шеридан се завръща на станцията с кораба на Лориен и обнадеждава отчаяните представители на младите раси, доказвайки че Сенките могат да бъдат победени. Съвземащият се съюз е изправен и пред още един проблем – Ворлоните започват да унищожават цели планети, за които смятат, че са повлияни от идеологията на Сенките. Шеридан е принуден да се конфронтира с посланик Улкеш, като получава помощ от Лориен и последната жива част от посланик Кош в тялото му. Резултатът е зрелищна битка между Кош и Улкеш, в която най-накрая е разкрит истинския външен вид на Ворлоните. Корабът на Улкеш експлодира, заедно с двамата Ворлони в него. Шеридан е тежко ранен, но Лориен му дава от собствената си жизнена енергия, предоставяйки на капитана още двадесет години живот.

На Сентари Прим Лондо разбира от един от министрите си, че Адира Тайри е отровена не от Лорд Рифа, а от г-н Мордън. Молари взривява корабите на Сенките на о-в Салини и заповядва Мордън да бъде екзекутиран. В отговор на унищожителния поход на Ворлоните, Сенките също започват да заличават цели планети, които не спадат към тяхната сфера на влияние. Капитан Шеридан решава да ядоса двете враждуващи раси и да организира непредвидена среща на техните армии в орбита около планетата Кориана 6, подготвена за унищожение от Ворлоните. С помощта на Лориен на мястото идват и много представители на Първите, сред които и „Скитниците от Сигма 957“. В забележителен словесен двубой Шеридан и Делен доказват на Ворлоните и Сенките, че младите раси нямат нужда повече от техните напътствия и трябва да бъдат оставени сами да избират пътя си. В резултат на това всички представители на Първите напускат Галактиката завинаги. Започва Третата ера на Човечеството. 
Изненадващо за всички след края на войната Майкъл Гарибалди напуска поста Ръководител на Охраната. Постепенно той се отчуждава от колегите и приятелите си, като дори открито критикува политиката на Шеридан в телевизионно интервю за пропагандния канал на президента Кларк. Гарибалди става служител на мултимилионера от Колония Марс Уилям Едгарс. Едгарс го използва най-често когато иска да вкара контрабандни стоки на Вавилон 5, без те да минават през митницата. Майкъл разбира, че бившата му приятелка Лиз Хемптън е омъжена за Едгарс, който я използва като куриер. Постепенно Гарибалди печели доверието на Едгарс, който му разкрива, че е разработил смъртоносен за телепатите вирус и възнамерява да го използва. Другата цел на Едгарс е да елиминира заплахата, наречена Джон Шеридан, и убеждава Гарибалди да му помогне в това начинание.
Гражданска война избухва на Минбар, дължаща се основно на разпуснатия от Делен Сив Съвет. Кастата на воините се опитва да завземе властта със сила и напада представителите на Религиозната каста. За да спре кръвопролитията, Делен се обръща към Алит Неруун от кастата на воините за помощ. Религиозната каста официално капитулира, но Делен настоява за изпълнението древен ритуал, при който водачите на враждуващите армии застават под сноп от концентрирана изгаряща светлина и правят саможертва. В този момент Неруун спасява Делен от огъня и застава на нейно място с думите: „Войната свърши“.
При поредната демонстрация на сила от страна на президента Кларк загиват десет хиляди цивилни. Чашата на търпението прелива и Шеридан организира акция за освобождаването на колонията Проксима 3. Голяма част от капитаните на вражеските кораби се присъединяват към коалицията на Шеридан, в резултат на което Проксима 3 е освободена. Неочаквано за капитана, той получава обаждане от Гарибалди, който му казва, че Кларк е заловил баща му и че го държи в затвор на Марс. Шеридан се среща с Гарибалди в бар на червената планета, където бившият му подчинен го отравя и предава на агентите на Кларк. По пътя към квартирата си Майкъл среща Алфред Бестър, който го сканира и разбира къде е прототипа на вируса, способен да убие милиони телепати. Бестър разкрива на Гарибалди, че след отвличането му Сенките са го предоставили на Психо – Корпуса с цел да бъде променена личността му и да бъде използван, за да разкрие плановете на Уилям Едгарс. Бестър е човекът, отговорен за неадекватните действия на Майкъл. След признанието си телепатът възстановява истинската му личност, но когато той отива в жилището на Едгарс, милионерът вече е убит от Психо – Корпуса, а прототипа на вируса липсва.
Осъзнавайки какво е извършил, Гарибалди се свързва със съпротивата на Марс и заедно те освобождават Шеридан от затвора. Организирана е нова атака срещу силите на президента Кларк, при която командир Иванова е тежко ранена и лекарите и дават няколко дни живот. Коалицията на Шеридан извършва финалната си офанзива срещу военните части, охраняващи Марс и Земята. Предвиждайки края на авторитарния си режим, Кларк слага край на живота си. Междувременно Маркъс връща Иванова на Вавилон 5, където използва извънземна машина, чрез която ѝ дава своята жизнена енергия и се жертва за нея. След края на гражданската война Лигата на Не-Присъединените Планети е разпусната и е създаден Междузвездния Алианс. Шеридан и Делен се радват на краткото спокойствие, което имат и сключват брак.

### Сезон 5: „Колело от огън“ – 2262 г.
Командир Иванова напуска поста си на Вавилон 5 и е сменена от капитан Елизабет Локли. Локли е лоялен офицер и е избрана от Шеридан заради способностите ѝ да разрешава конфликтни ситуации, без да се стига до бойни действия. Въпреки това съществува известно недоверие към нея от страна на екипажа, тъй като по време на Гражданската война тя е участвала на страната на президента Кларк. Междузвездния Алианс приема своя Декларация на Принципите, написана от посланик Джи Кар и неговият първи президент Джон Шеридан полага клетва. Майкъл Гарибалди става директор на разузнаването на новия съюз, а поста Ръководител на Охраната се заема от Зак Алън. Заради несподелените си чувства към Делен, Лениер напуска длъжността си като дипломатическо аташе и започва обучение за рейнджър.
Станцията постепенно става сборен пункт на всички телепати, избягали от Психо-корпуса. Техен лидер е млад мъж на име Байрън, бивш психо полицай и подчинен на Алфред Бестър. Байрън иска от Шеридан разрешение да създаде колония от избягали телепати на Вавилон 5 и президентът се съгласява. Между Байрън и Лита Александър пламва романтична връзка и постепенно телепатът разбира тайната на Лита – Ворлоните са създали телепатите на стотици светове, за да ги използват като оръжия срещу Сенките. Разбирайки истината за произхода си, представителите на колонията вземат едно импулсивно и необмислено решение и започват тайно да сканират посланиците на станцията, научавайки всичките им тайни. При поредното заседание на Съвета на Вавилон 5 Байрън поставя ултиматум на дипломатите. Той настоява на телепатите да бъде предоставена обитаема планета която да нарекат свой дом, заплашвайки че ако искането му не бъде изпълнено, тайните на редица извънземни раси ще публично разгласени.
Притиснати в ъгъла, посланиците на станцията настояват Шеридан да намери решение на възникналата криза. Байрън и хората му категорично отказват да напуснат Вавилон 5 и се барикадират в Кафявия Сектор. Капитан Локли е принудена да извика отряд от психо-полицаи, начело с Алфред Бестър. След неуспешен опит за преговори и няколко импулсивни реакции, телепатите откриват огън по психо-полицаите и започва престрелка. Поставен в безизходица, Байрън отнема живота си. Голяма част от сподвижниците му са арестувани, но Шеридан не може да заеме официална позиция по въпрос, касаещ вътрешната политика на Земята. Лита продължава делото на любимия си и заема мястото му като лидер на свободните представители на колонията.
Междузвездният Алианс е изправен пред сериозен проблем. Десетки търговски кораби са унищожени от неизвестни нападатели без ясна причина за това. Гарибалди се заема с разследването, но то не дава нужния резултат, отчасти и заради слабостта на Майкъл към алкохола. Определени сведения водят към извода, че Сентарите може би са отговорни за нападенията, но липсват солидни доказателства. Делен моли Лениер да проучи този въпрос и да се опита да намери извършителите. Преследвайки група от Сентарийски бойни кръстосвачи, той вижда как те разрушават беззащитни търговски кораби без видима провокация. Доказателствата са представени пред съвета, но Лондо Молари отказва да им повярва и заминава за Сентари Прим, за да разбере какво се случва там. Междузвездният Алианс официално обявява война на Република Сентари.
На планетата на Сентарите Лондо настоява да се срещне с регент Вирини, но желанието му не е изпълнено. Според слуховете в кралския двор поведението на регента става все по необичайно.
Междувременно на планетата на Дразите Лита и д-р Франклин откриват, че Сентарийските бойни кръстосвачи се управляват дистанционно без екипаж, а с помощта на високо развита технология на Сенките. Шеридан разбира, че въпреки изричната му забрана за нападение над цивилни обекти, бойните флоти на Нарните и Дразите са се насочили към Сентари Прим. Президентът, заедно с флотата на Белите Звезди потегля възможно най-бързо към застрашената от унищожение планета.
Лондо най-накрая успява да се срещне с регента и разбира каква е тайната му. Извънземната раса, наречена Драки се е преселила тайно на Сентари Прим и контролира Вирини по телепатичен път чрез паразит, прикрепен за тялото му. Драките са бивши слуги на Сенките и са живели заедно с тях на унищожената планета За Ха Дум. Тъй като са изгубили дома си, те решават да се заселят на Сентари Прим. По нареждане на господарите си, регентът е отпратил надалеч корабите, охраняващи планетата и е изключил отбранителната ѝ система. За ужас на Молари флотите на Нарните и на Дразите опустошават планетата му. Принуден от Драките, Лондо приема техния паразит, наречен Пазител и става техен слуга. Войната между Алианса и Сентарите приключва, но робството за Молари и народа му тепърва започва.
Дж. Майкъл Стразински приключва историята като проследява съдбите на героите двадесет години след събитията от сериала. Сюзан Иванова вече е уважаван генерал на Земния съюз. Джон Шеридан е водач на рейнджърите след няколко успешни мандата като президент и има син от Делен. Майкъл Гарибалди е женен за Лиз Хемптън и оглавява борда на директорите на наследената от нея компания „Едгарс Индъстрис“. Лондо Молари умира и император става верният му приятел Вир Кото. Джи Кар се превръща в религиозна икона за своя народ и заедно с Лита Александър започва смело изследователско пътуване до непознати звезди. Доктор Франклин става ръководител на института по извънземна биология на Земята. Последният епизод на сагата завършва с контролираното взривяване на станцията и с думите на генерал Иванова:
„Babylon 5 was the last of the Babylon stations. There would never be another. It changed the future.. and it changed us. It taught us that we have to create the future.. or others will do it for us. It showed us that we have care for one another, because if we don't, who will? And that true strength sometimes comes from the most unlikely places. Mostly, though, I think it gave us hope.. that there can always be new beginnings.. even for people like us.“
„Вавилон 5 беше последната от станциите Вавилон. Никога няма да има друга такава. Тя промени бъдещето... както промени и нас. Тя ни научи, че трябва да създаваме бъдещето... или други ще го направят вместо нас. Показа ни, че трябва да се грижим едни за други, защото ако ние не го правим, няма кой друг. Показа ни и че истинската сила понякога идва от най-невероятните места. Но най-вече мисля, че тя ни даде надежда... че винаги може да има ново начало... дори за хора като нас.“

## Филми
В периода от 1998 до 2007 г. са създадени общо шест филма за Вавилон 5:
- Вавилон 5: В началото – 1998 г.
- Вавилон 5: Трето пространство – 1998 г.
- Вавилон 5: Реката на душите – 1998 г.
- Вавилон 5: На оръжие – 1999 г.
- Вавилон 5: Легендата за рейнджърите – 2002 г.
- Вавилон 5: Изгубените истории – 2007 г.

### Самостоятелни романи
- „Babylon 5: Voices“ („Вавилон 5: Гласове“) от Джон Ворнхолт
- „Babylon 5: Accusations“ („Вавилон 5: Обвинения“) от Луис Тилтън
- „Babylon 5: Blood Oath“ („Вавилон 5: Кървава клетва“) от Джон Ворнхолт
- „Babylon 5: Clark's Law“ („Вавилон 5: Режимът на Кларк“) от Джим Мортимор
- „Babylon 5: The Touch of Your Shadow, the Whisper of Your Name“ („Вавилон 5: Докосването на сянката ти, шепотът на името ти“) от Нийл Барет Джуниър
- „Babylon 5: Betrayals“ („Вавилон 5: Предателства“) от С. М. Стърлинг
- „Babylon 5: The Shadow Within“ („Вавилон 5: Сянката отвътре“) от Джийн Кавелос
- „Babylon 5: Personal Agendas“ („Вавилон 5: Лични цели“) от Ал Сарантонио
- „Babylon 5: To Dream in the City of Sorrows“ („Вавилон 5: Да сънуваш в града на тъгата“) от Катрин М. Дренан[42]

### Трилогии
- Трилогия за Сентари Прим, написана от Питър Дейвид:

1. „Babylon 5: Legions of Fire – The Long Night of Centauri Prime“ („Вавилон 5: Легиони от огън – Дългата нощ на Сентари Прим“) ISBN 0-345-42718-1
2. „Babylon 5: Legions of Fire – Armies of Light and Dark“ („Вавилон 5: Легиони от огън – Армии на светлината и мрака“) ISBN 0-345-42719-X
3. „Babylon 5: Legions of Fire – Out of the Darkness“ („Вавилон 5: Легиони от огън – Извън мрака“) ISBN 0-345-42720-3

- Трилогия за Психо – Корпуса, написана от Джей Грегъри Кийс:

1. „Babylon 5: Dark Genesis – The Birth of The Psi Corps“ („Вавилон 5: Тъмно сътворение – Раждането на Психо – Корпуса“) ISBN 0-345-42715-7
2. „Babylon 5: Deadly relations – Bester Ascendant“ („Вавилон 5: Смъртоносни връзки – Възходът на Бестър“) ISBN 0-345-42716-5
3. „Babylon 5: Final Reckoning – The Fate Of Bester“ („Вавилон 5: Последно преброяване – Съдбата на Бестър“) ISBN 0-345-42717-3

- Трилогия за Техно – Маговете, написана от Джийн Кавелос:

1. „Babylon 5: The Passing Of The Techno-Mages – Casting Shadows“ („Вавилон 5: Преминаването на Техно-Маговете – Да хвърляш сенки“) ISBN 0-345-42721-1
2. „Babylon 5: The Passing Of The Techno-Mages – Summoning Light“ („Вавилон 5: Преминаването на Техно-Маговете – Да призовеш светлината“) ISBN 0-345-42722-X
3. „Babylon 5: The Passing Of The Techno-Mages – Invoking Darkness“ („Вавилон 5: Преминаването на Техно-Маговете – Да призовеш мрака“)[43]ISBN 0-345-43833-7

### Адаптации
1. „In the Beginning“ („В началото“) ISBN 0-345-42452-2
2. „Thirdspace“ („Трето пространство“) ISBN 0-345-42454-9
3. „A Call to Arms“ („На оръжие“) ISBN 0-345-43155-3

### Разкази
- „The Shadow of His Thoughts“ („Сянката в мислите му“) от Дж. Майкъл Стразински
- „Genius Loci“ от Дж. Майкъл Стразински
- „Space, Time, and the Incurable Romantic“ („Пространство, време и неизлечимата романтика“) от Дж. Майкъл Стразински
- „Hidden Agendas“ („Скрити цели“) от Дж. Майкъл Стразински
- „True Seeker“ („Истински търсач“) от Фиона Ейвъри
- „The Nautilus Coil“ от Джей Грегъри Кийс[44]

## „Вавилон 5“ в България
В България сериалът е излъчван по Ефир 2 през 90-те години на миналия век, като е дублиран на български.
На 3 декември 2008 г. започва повторно излъчване по Диема 2 с разписание всеки делничен ден от 16:30 и също е дублиран, но от различен състав. Дублажът е на студио Доли. Ролите се озвучават от артистите Биляна Петринска, Петя Миладинова, Иван Танев в първите няколко епизода, който е заместен от Виктор Танев, Станислав Димитров и Веселин Ранков.
На 19 декември 2011 г. започва излъчване на четвърти сезон по bTV Action, всеки делник от 18:00. Сезонът завършва на 17 януари 2012 г. На 18 януари започва пети сезон. Ролите се озвучават от артистите Лидия Михова, Цветослава Симеонова, Владимир Колев, Момчил Степанов и Петър Върбанов.